# Postřižinské pivo
Postřižinské pivo je značka piva z pivovaru Nymburk, název dal pivu spisovatel Bohumil Hrabal. Pivovar vyrábí 6 druhů světlých piv, 2 tmavá piva a pivní speciály. Piva pro tuzemský trh mají názvy s tematikou knih Bohumila Hrabala (např. Pepinova desítka) nebo jinak souvisí se spisovatelem (např. Bogan). Pivo se prodává i v zahraničí, například v Německu nebo ve Finsku, a to buď pod stejnými jmény jako v České republice nebo jako Gold Bohemia Lager a Nymburk Lager Beer. V současnosti je Pivovar Nymburk zcela samostatný a nezávislý pivovar.

## Druhy piva značky Postřižinské pivo

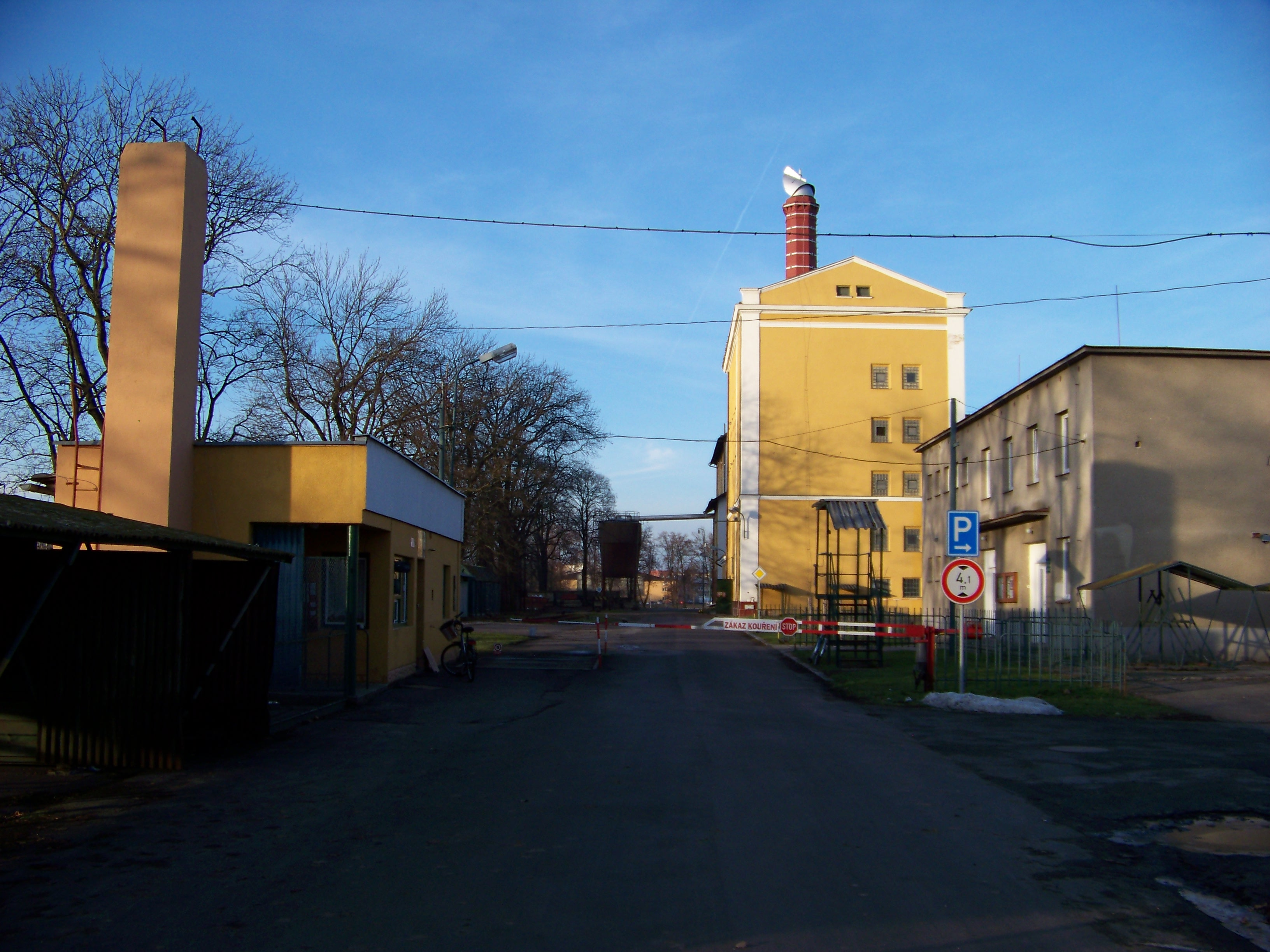
Pivovar Nymburk

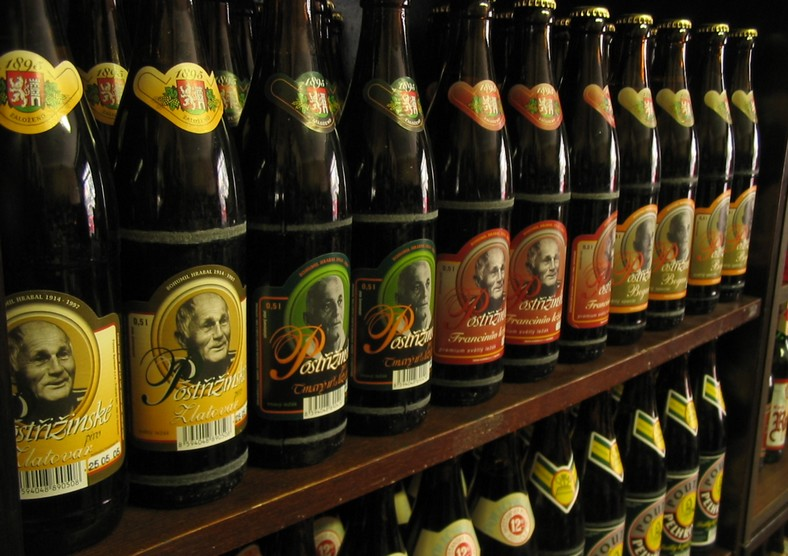
Postřižinské pivo, lahvové

### Tuzemská
- Postřižinské Výčepní (3,5 % vol.) – (8,5-9° pivo)
- Postřižinské Pepinova desítka (4,1 % vol.)
- Postřižinské Tmavé (4,3 % vol.)
- Postřižinské Jedenáctka 11° (4,7 % vol.)
- Postřižinské Francinův ležák (5,1 % vol.)
- Postřižinské Něžný barbar (5,3 % vol.) – 13° polotmavé pivo, získalo ocenění „Novinářské pivo roku 2011“[2]
- Postřižinské Bogan (5,5 % vol.) – 13° světlé pivo pojmenované podle skautské přezdívky Bohumila Hrabala
- Postřižinské Sváteční speciál (5,8 % vol.) – 14° speciál, vyrábí se na Vánoce a Velikonoce
- Postřižinské Střízlík (nealko pivo)

### Pro zahraničí
- Gold Bohemia Beer (2,8 %; 3,5 %; 4,1 %; 5,1 % vol.) – lahvové nebo plechovkové
- Gold Bohemia Beer (tmavé) (4,3 % vol.) – lahvové nebo plechovkové
- Nymburk Lager Beer (3,5 % vol.) – plechovkové

## Výběr ocenění
Nejcennější nebo nejzajímavější ocenění, která Postřižinské pivo získalo. Například v soutěži Pivo České republiky, která patří k nejlépe obsazeným soutěžím , se Postřižinské pivo nepravidelně umisťuje na 1. - 3. v několika kategoriích. Celý seznam ocenění z různých soutěžích je k vidění na oficiálních stránkách pivovaru.
- 2011: Pivo České republiky, České Budějovice, kategorie Novinářské pivo, Něžný Barbar (1. místo)
- 2011: Žatecká dočesná, kategorie Ležák tmavý – Postřižinský tmavý ležák (1. místo)
- 2011: Žatecká dočesná, kategorie Speciální pivo polotmavé – Něžný Barbar (1. místo)
- 2010: Sdružení přátel piva, Brno – Postřižinská světlá jedenáctka (3. místo)
- 2010: Pivo České republiky, České Budějovice – Postřižinské tmavé (1. místo)
- 2008: Pivo České republiky, České Budějovice – Premium-světlý ležák (1. místo)
- 2008: Nejlepší Potravinářský výrobek Středočeského kraje – Bogan[4]
- 2007: Pivo České republiky, České Budějovice – Francinův ležák (1. místo)
- 2005: Pivo České republiky, České Budějovice – Postřižinské tmavé pivo (1. místo)
- 2000: Cena českých sládků, Praha – Bogan (3. místo)